# Sabaters (Tavèrnoles)
Sabaters és una masia de Tavèrnoles (Osona) inclosa a l'Inventari del Patrimoni Arquitectònic de Catalunya.

## Descripció
Edifici civil. Masia de planta rectangular coberta a dues vessants, amb el carener paral·lel a la façana, situada a Nord. Presenta un portal rectangular descentrat del cos i diverses finestres a la planta baixa i al primer pis. A l'angle Nord-oest s'hi adossa un cos de menys fondària que la casa i cobert a una vessant, i per la part Nord d'aquest cos sobresurten uns porxos de planta baixa i pis, coberts a una vessant i sostinguts per pilars que abasten els dos pisos, el primer és protegit per una barana de fusta. A ponent hi ha una finestra al primer pis, que correspon al cos de porxos. A llevant s'adossa un altre cos de porxos i a la part de migdia hi ha un portal rectangular a la planta i 4 finestres al pis, tres de les quals tenen l'ampit motllurat. És construïda amb maçoneria i té afegitons de ciment.
A la façana s'hi adossa un coll de pou que recull les aigües de la cisterna i una pica amb canalera.
La masia també conserva un òbit de pedra de 3 m de llarg.

## Història
Antiga masia esmentada als fogatges de 1553 de la parròquia i terme de Savassona, quan habitava el mas un tal Salvi Aguilar. La referència exacta és la següent: SALVI AGUILAR STA. AL SABATER.
El mas, segons les dades constructives, va ser reformat al segle xviii.
El portal duu la data de 1781 i una finestra de migdia la de 1777.